# 日照城墙

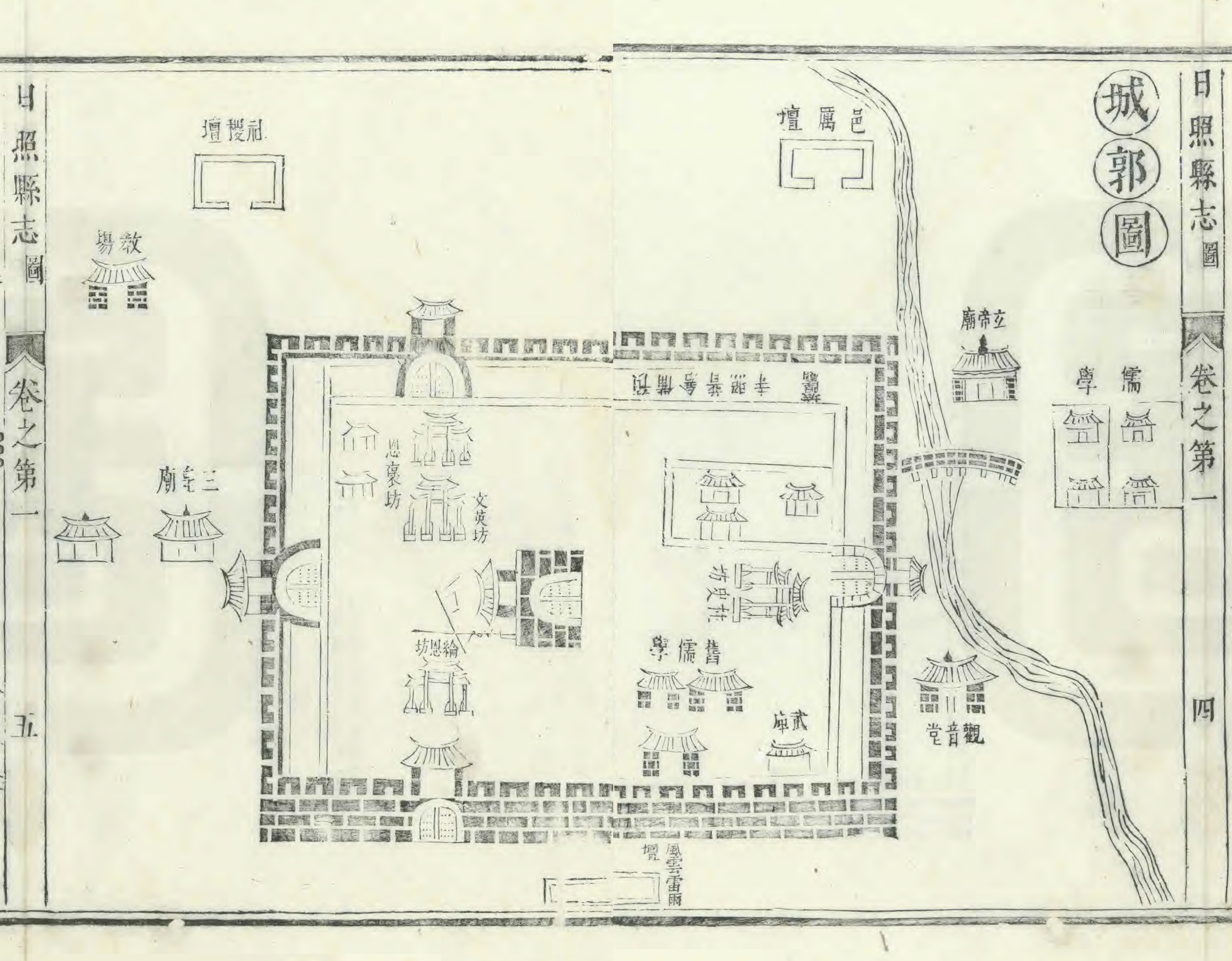
清康熙十一年（1672）《日照县志》城郭图。

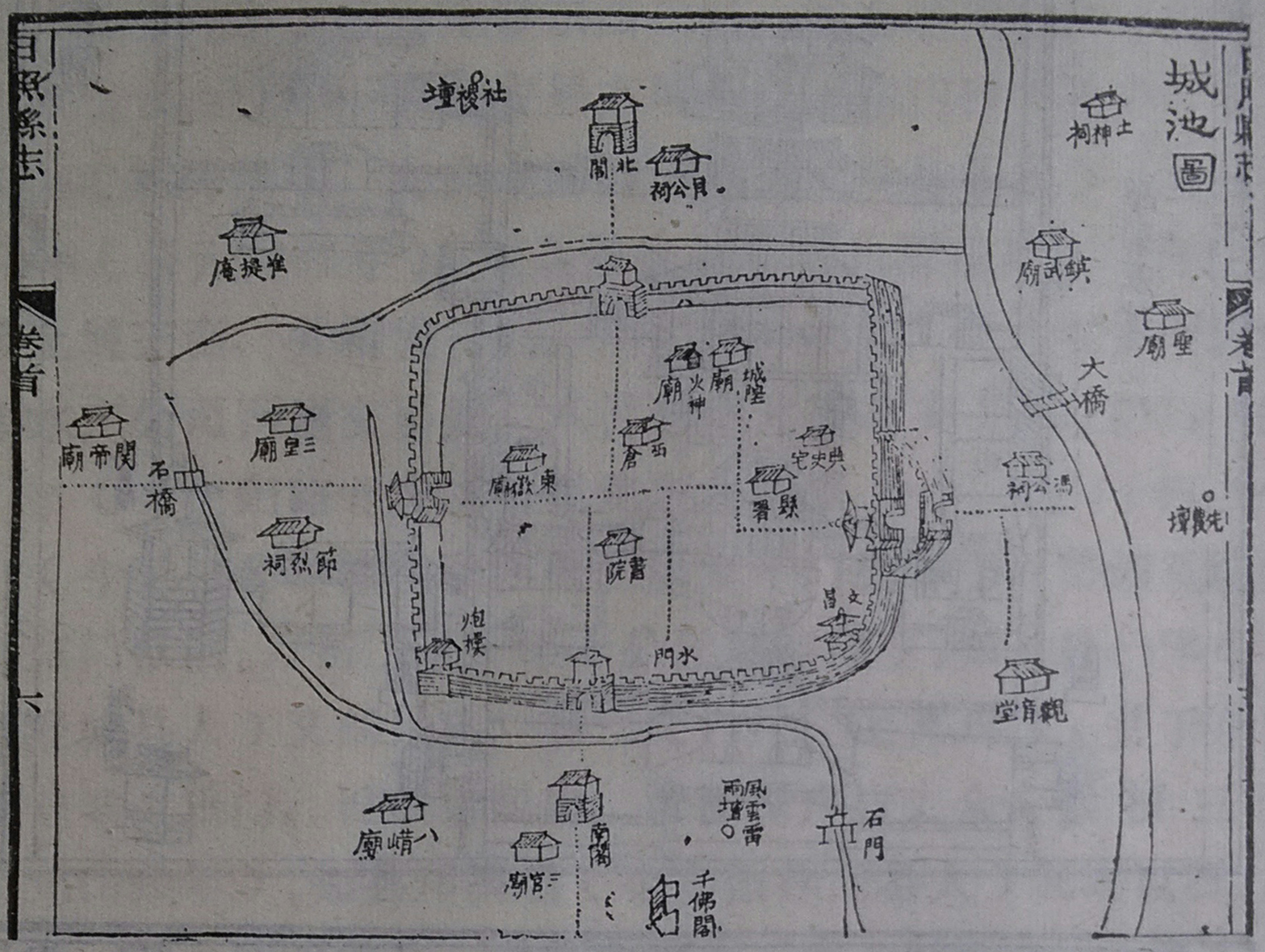
清光绪十二年（1886）《日照县志》城池图。

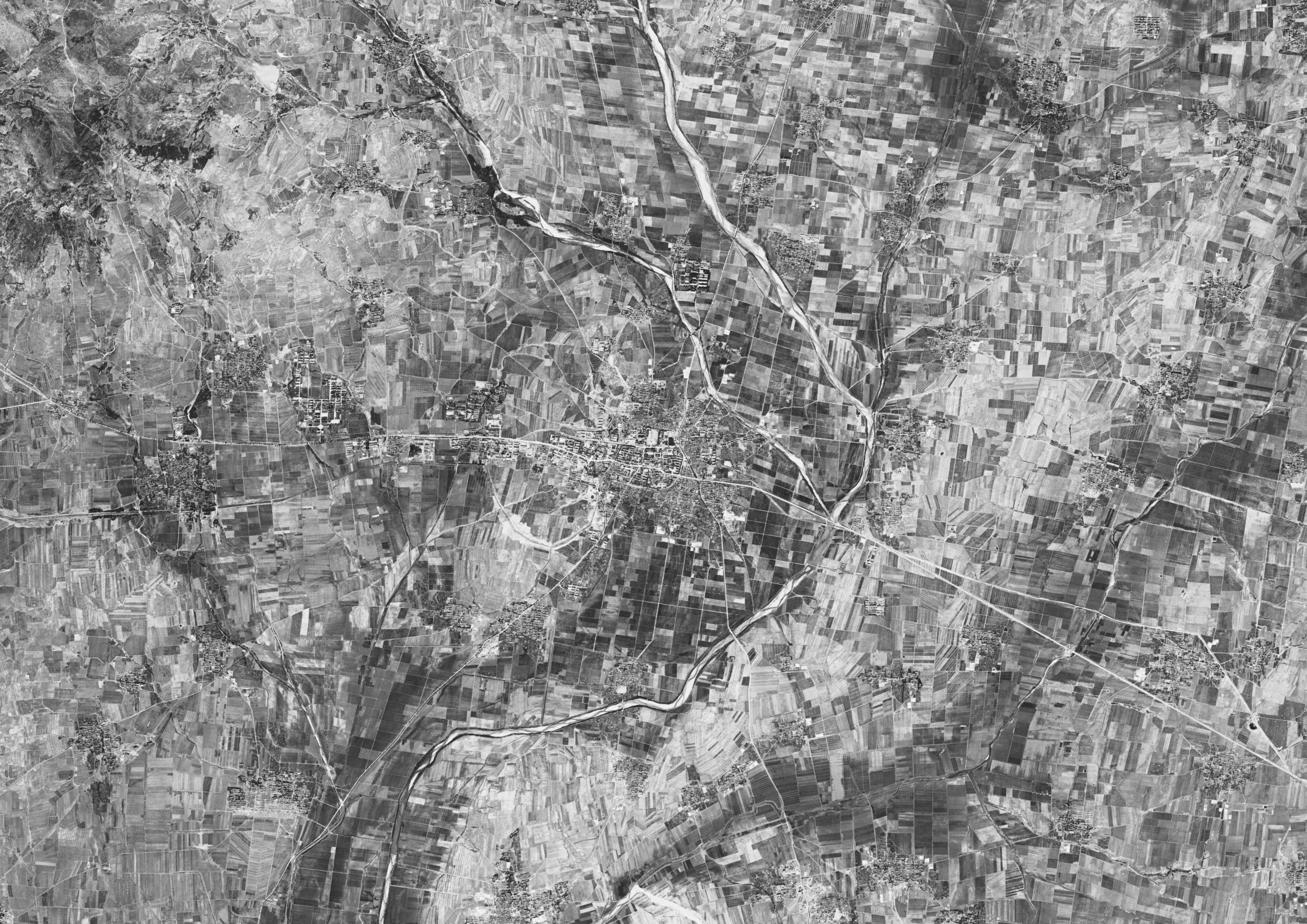
1970年5月原日照县城及周边地区卫星航拍。

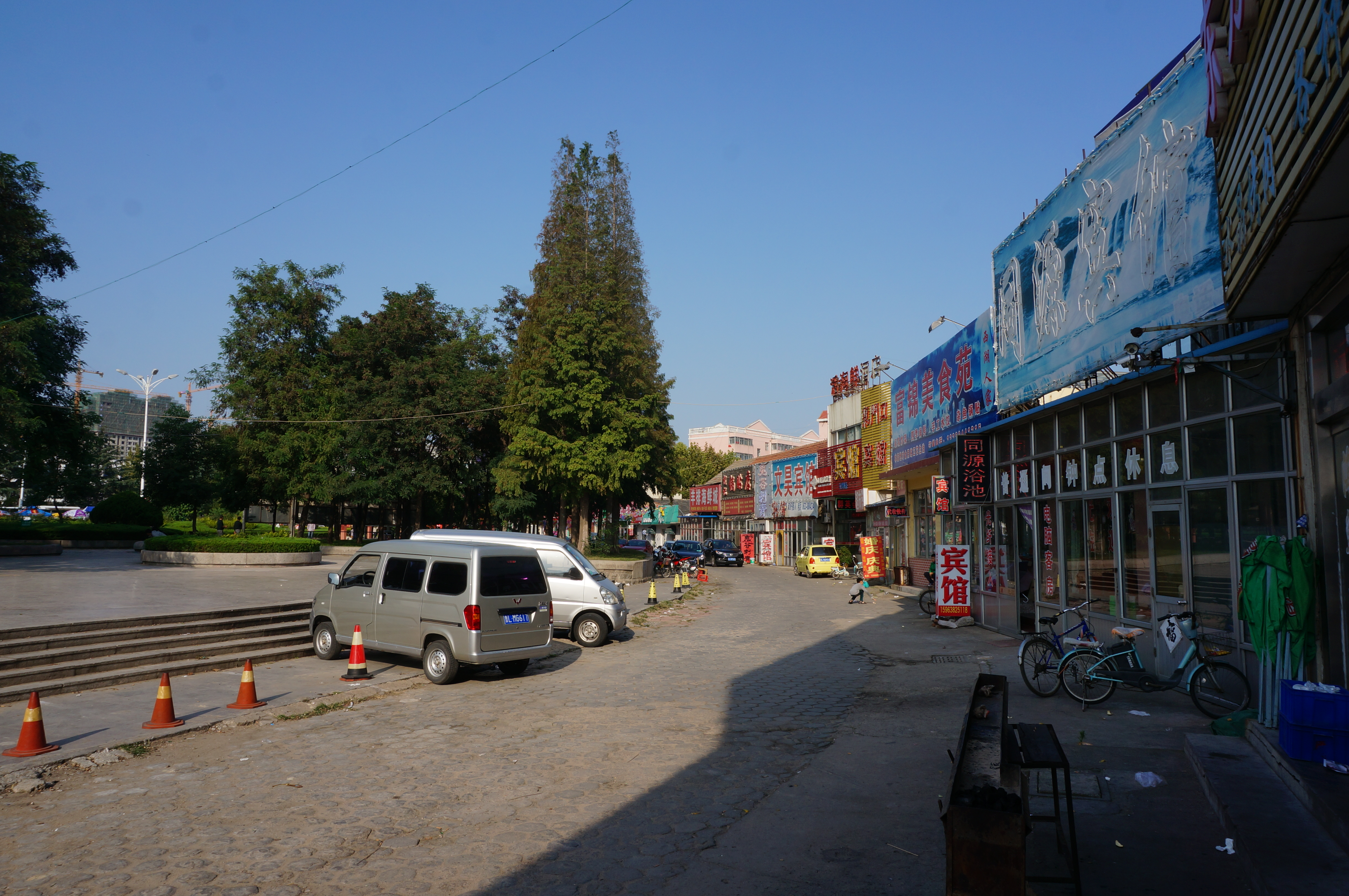
原日照城墙东南隅，历史上此处曾建文昌阁，今日照市东港区市民广场东南。

日照城墙为旧日照县县城城墙，位于今中国山东省日照市境内东部偏北、东港区日照街道，现城墙与护城河均已不存。

## 历史
汉代曾在日照境内置海曲县、昆山县等，后废。北宋元祐二年（1087）置日照镇，属京东东路莒县，金大定二十四年（1184）升为日照县，历金元明清相继属山东东路莒州、山东益都路莒州、山东布政使司青州府莒州、山东莒州直隶州和沂州府等。
县城始筑于金代，原为土城，元前至元十七年（1280）邑人相士安增修，明正德七年（1512）署县事王伯安重修，有东、西二门，万历二十一年（1593）知县杜一岸砌以砖石。此外嘉靖三十六年（1557）知县张执中在城西筑土城三面，并设南、北、西三门，崇祯三年（1630）知县郑麟喻砌以砖石，并与旧城合而为一。清康熙十三年（1674）、五十一年（1712）、乾隆二十五年（1760）、嘉庆五年（1800）、咸丰十一年（1861）和光绪十一年（1885）多次重修。近代以来城墙逐渐被拆除，护城河亦被填平。

## 建筑
日照城墙元前至元十七年（1280）时城周二里，高二丈余（约6.4米），万历二十一年（1593）增至二丈六尺（约8.32米），明崇祯三年（1630）两城合并后城周四里，略呈方形，设陆门四座，分别为东门永安门（今东港区政府院东墙外南端，海曲中路与华阳路交叉处偏东）、西门振武门（今海曲西路真诚大药房有限公司办公楼前稍西处）、南门朝阳门（今苏宁广场南侧）和北门拱极门（今正阳路北段日照市中医医院东北隅墙外），其中东门设瓮城（图），两城合并前另有西门太平门，清康熙时建楼名太平楼（后圮，今日照百货大楼西侧附近，原西门外有太平桥，后亦在城内），光绪年间在城东南隅新建文昌阁。护城河明万历二十一年（1593）时宽、深均为一丈（约3.2米），清顺治九年（1652）均增至一丈二尺（约3.84米）。
城内东西大街即今海曲中路，北街即今正阳路（因1966年前尚存三座牌坊又名牌坊街）。城内主要建筑有县署（位于东门内，已不存，其址今为东港区政府）、典史署（位于县署东北，原为主簿署）、常平仓（原名监谷仓，又名西仓，位于馆驿巷西北）、东常平仓（位于县署东南，原为察院）、奎峰书院（清道光年间新建，位于十字街太平桥南）、城隍庙（位于县署西北）、火神庙（位于城隍庙西）、龙神祠（位于火神庙西北，原为盐义仓）、东岳庙（位于西门里）、普照寺（位于县署北）等。原学宫（日照县学文庙）曾在城内县署西南，明嘉靖三十六年（1557）改在城外东关，但教谕署和训导署仍在城内（分别位于县署西南和南门内街东）。
此外城内曾有明代进士坊（位于县署西，为进士陈达立）、柱史坊、双凤齐鸣坊（均位于县署东，为举人齐宗贤、进士齐宗道立）、文英坊、恩褒坊（均位于北门里，前者为举人申安立，后者为奉政大夫申克敏立）、锡命纶恩坊（位于南门里，为文林郎申怀暨奉直大夫申其学立）、贞同天地坊（位于十字街，为申祯妻金氏立）和清代四世一品坊（位于北门里，建于清康熙三十四年（1695），为李应廌家族而立）等多座牌坊，今均已不存。
　　